# Отри-Иссар
Отри́-Исса́р (фр. Autry-Issards) — коммуна во Франции, находится в регионе Овернь. Департамент коммуны — Алье. Входит в состав кантона Сувиньи. Округ коммуны — Мулен.
Код INSEE коммуны — 03012.

## Население
Население коммуны на 2008 год составляло 332 человека.
| 1962 | 1968 | 1975 | 1982 | 1990 | 1999 | 2008 |
| ---- | ---- | ---- | ---- | ---- | ---- | ---- |
| 331  | 339  | 311  | 307  | 327  | 307  | 332  |

## Экономика
В 2007 году среди 216 человек в трудоспособном возрасте (15—64 лет) 165 были экономически активными, 51 — неактивными (показатель активности — 76,4 %, в 1999 году было 66,2 %). Из 165 активных работали 150 человек (78 мужчин и 72 женщины), безработных было 15 (4 мужчины и 11 женщин). Среди 51 неактивных 16 человек были учениками или студентами, 24 — пенсионерами, 11 были неактивными по другим причинам.

## Достопримечательности
- Романская церковь Св. Троицы (XII век)
- Замок Плесси (XIV век). Исторический памятник с 13 февраля 1928 года.
- Замок Иссар (XV века). Исторический памятник с 9 апреля 2001 года.
- Романский монастырь Сен-Морис (XII век). Исторический памятник с 6 июня 1933 года.

## Фотогалерея

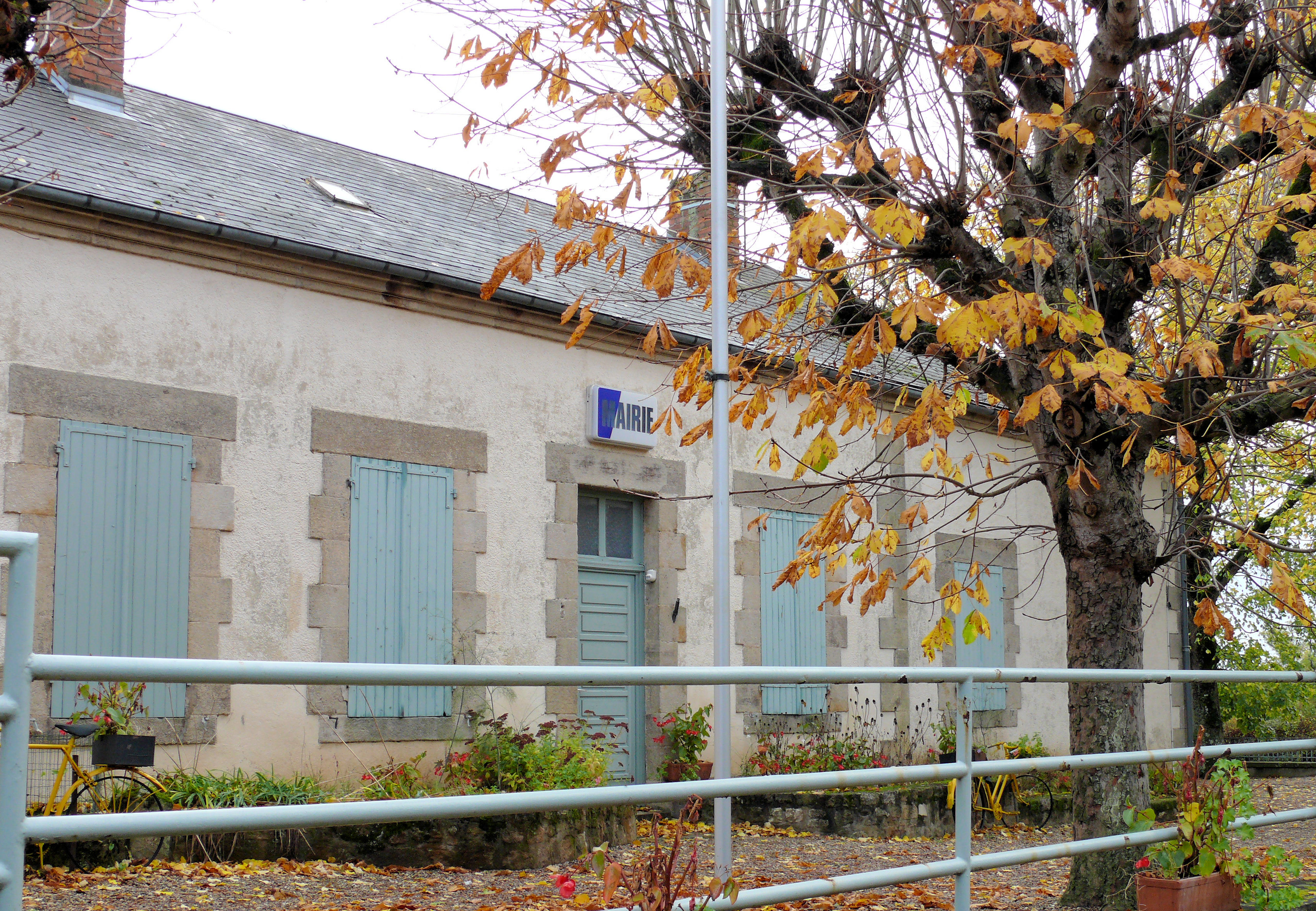
Мэрия
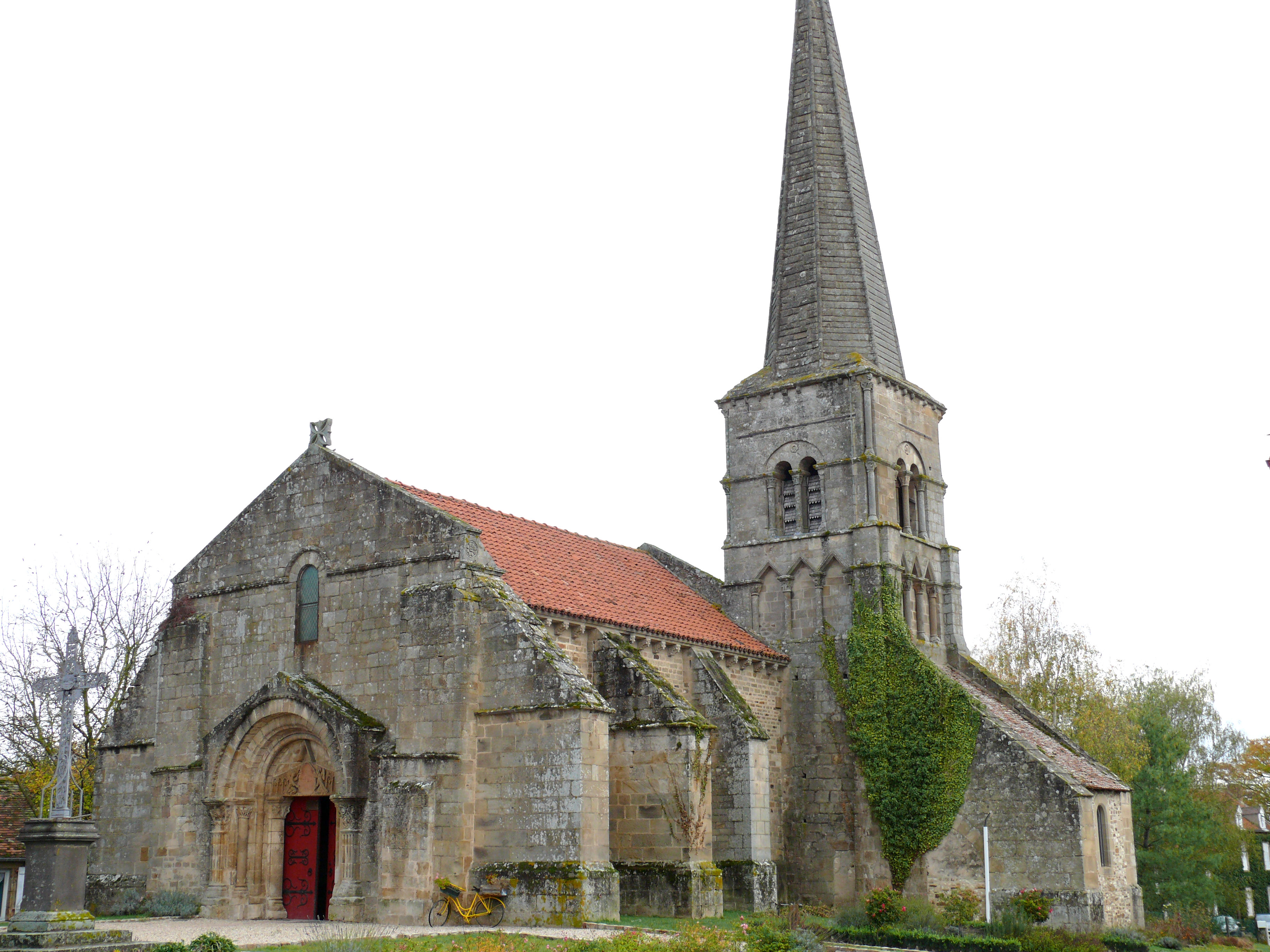
Церковь Св. Троицы
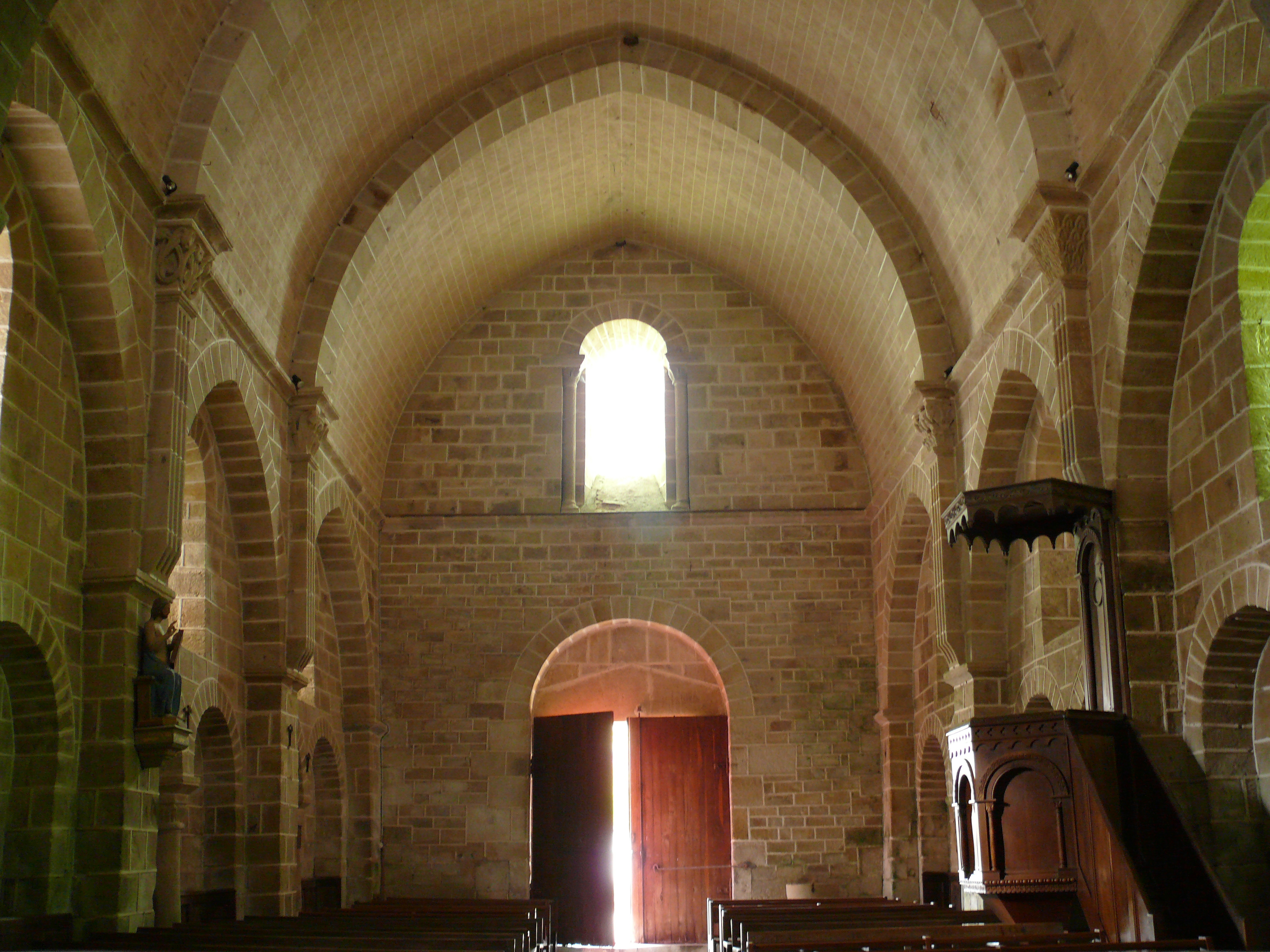
Неф церкви